# Istmo di Tehuantepec

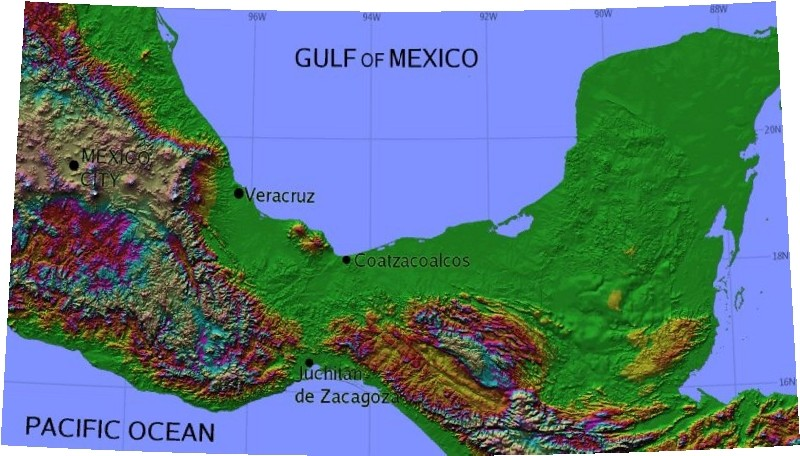
Istmo di Tehuantepec

L'istmo di Tehuantepec è un istmo della regione meridionale del Messico che si estende dalla baia di Campeche a nord al golfo di Tehuantepec a sud. Esso rappresenta localmente la distanza minima tra il golfo del Messico e l'Oceano Pacifico. Il nome deriva dall'omonima città nello Stato di Oaxaca, che a sua volta deriva dalla formazione naturale del tecuani-tepec (letteralmente la "collina del giaguaro").

## Geografia
L'istmo comprende la parte del Messico situata tra il 94º e il 96º meridiano di longitudine ovest. Comprende le parti sud-orientali degli Stati di Veracruz e Oaxaca, ivi comprese piccole zone del Chiapas e Tabasco. Gli Stati di Tabasco e Chiapas sono situati a est dell'istmo, Veracruz e Oaxaca a ovest.
L'istmo misura 200 km nel punto minimo tra golfo e golfo, o 192 km se si prende in considerazione la laguna Superior sulla costa del Pacifico, ed è considerato il confine geografico fra Nord America e Centro America.